# Cathédrale Saint-Vladimir de Kiev
Pour les articles homonymes, voir Cathédrale Saint-Vladimir.
La cathédrale Saint-Vladimir (en ukrainien : Volodymyr) est une des plus grandes églises de Kiev. Elle est consacrée à Vladimir le Grand, sa dédicace solennelle ayant eu lieu en 1896 en présence de l'empereur Nicolas II de Russie et de son épouse l'impératrice Alexandra Féodorovna.
Siège de l'Église orthodoxe ukrainienne - Patriarcat de Kiev entre 1992 et 2018, elle est aujourd'hui sous la juridiction de la nouvelle Église orthodoxe d'Ukraine.

## Historique

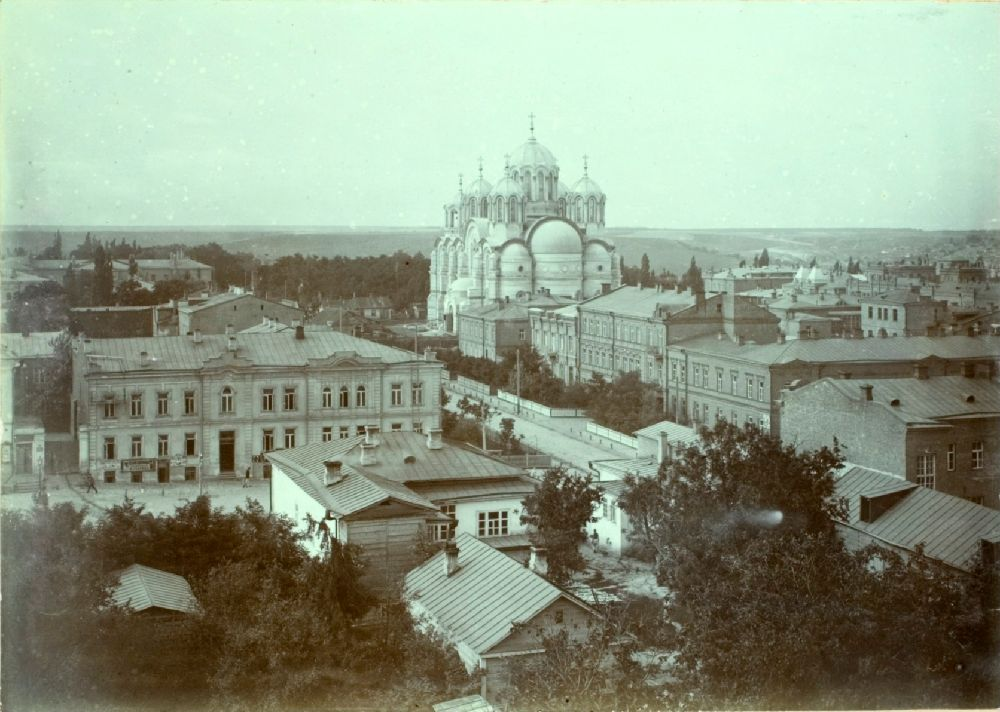
Saint-Vladimir, Kiev, Department of Image Collections, National Gallery of Art Library, Washington, DC

Le 20 août 1896, la dédicace solennelle de la cathédrale a lieu en présence de l'empereur Nicolas II de Russie et de son épouse l'impératrice Alexandra Féodorovna. La cathédrale est depuis lors consacrée à Vladimir le Grand.
De 1992 à 2018, elle est la cathédrale principale et le siège de l'Église orthodoxe ukrainienne - Patriarcat de Kiev, mais aujourd'hui, sous la juridiction de la nouvelle Église orthodoxe d'Ukraine.

## Description
La cathédrale a été décorée en partie par des peintres russes, favorables au retour des thèmes de l'histoire des peuples russes anciens, et au style néo-russe ou symboliste, tels que Mikhaïl Nesterov et Viktor Vasnetsov, Mikhaïl Vroubel ou bien par des peintres académiques, comme Pavel Svedomski qui peint les fresques de la nef nord et de la nef sud décrivant la vie de Jésus.

## Galerie d'images

Intérieur de la cathédrale Saint-Vladimir
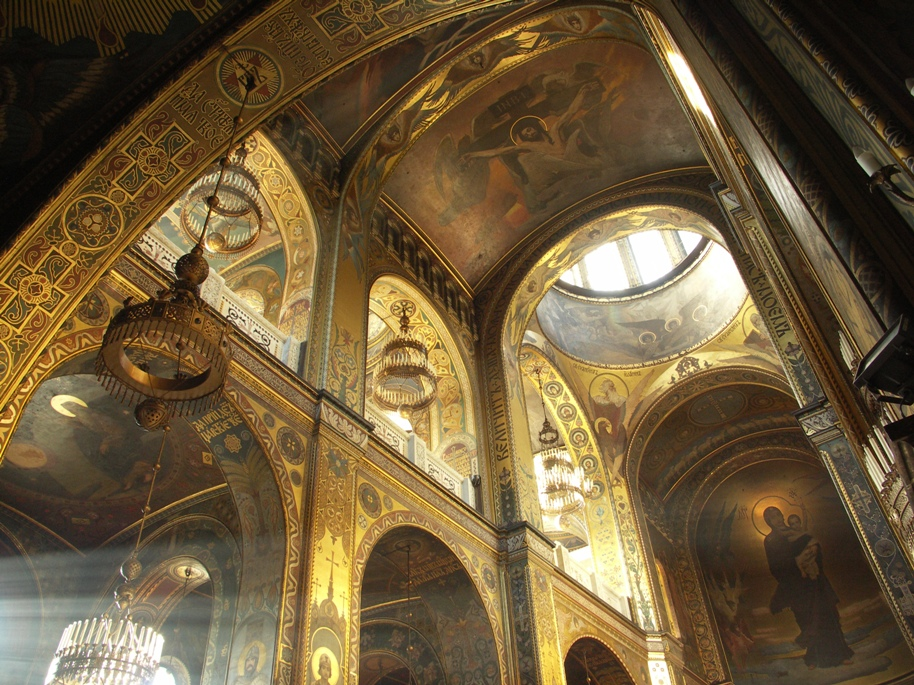
Plafond de la cathédrale.
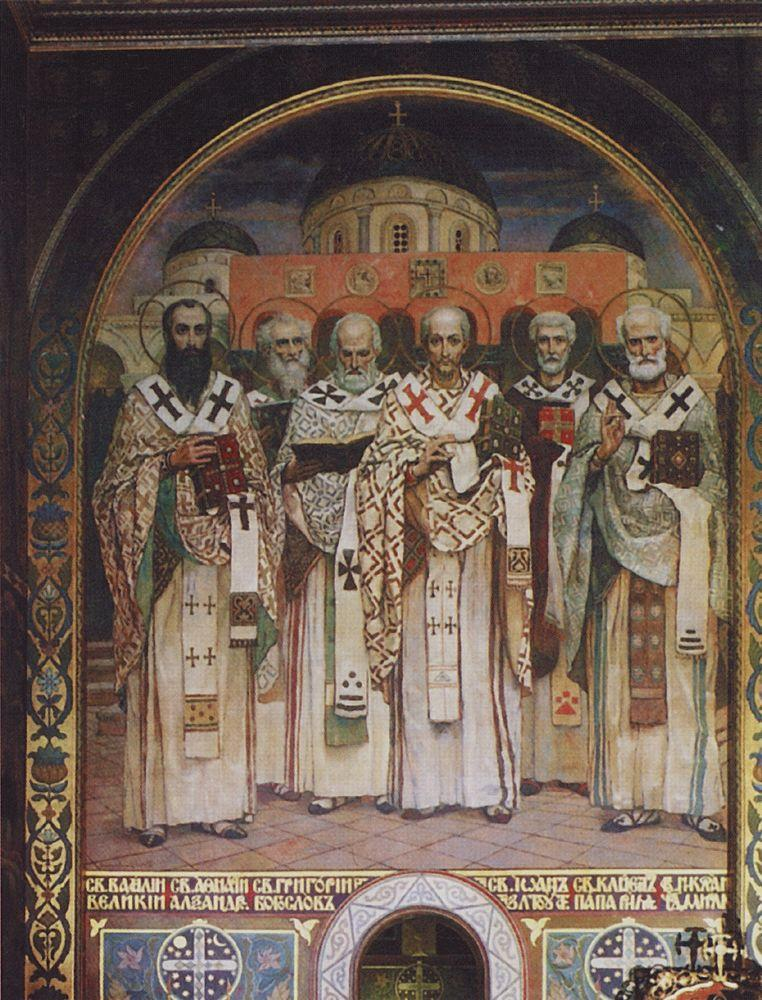
Viktor Vasnetsov, Cathédrale des saints de l'église œcuménique (1885-1896).
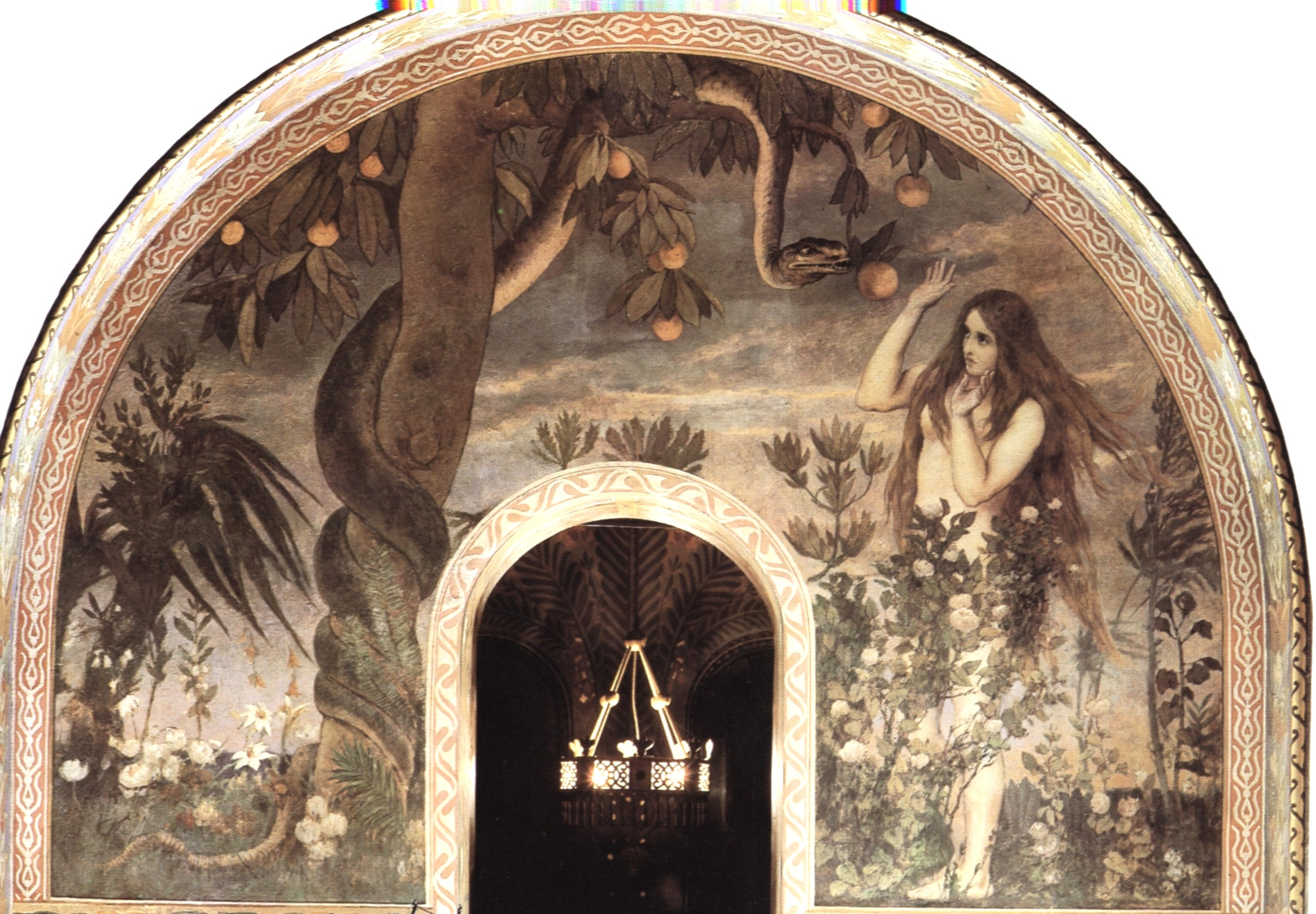
Viktor Vasnetsov, Séduction d'Ève par le serpent (1885-1896).
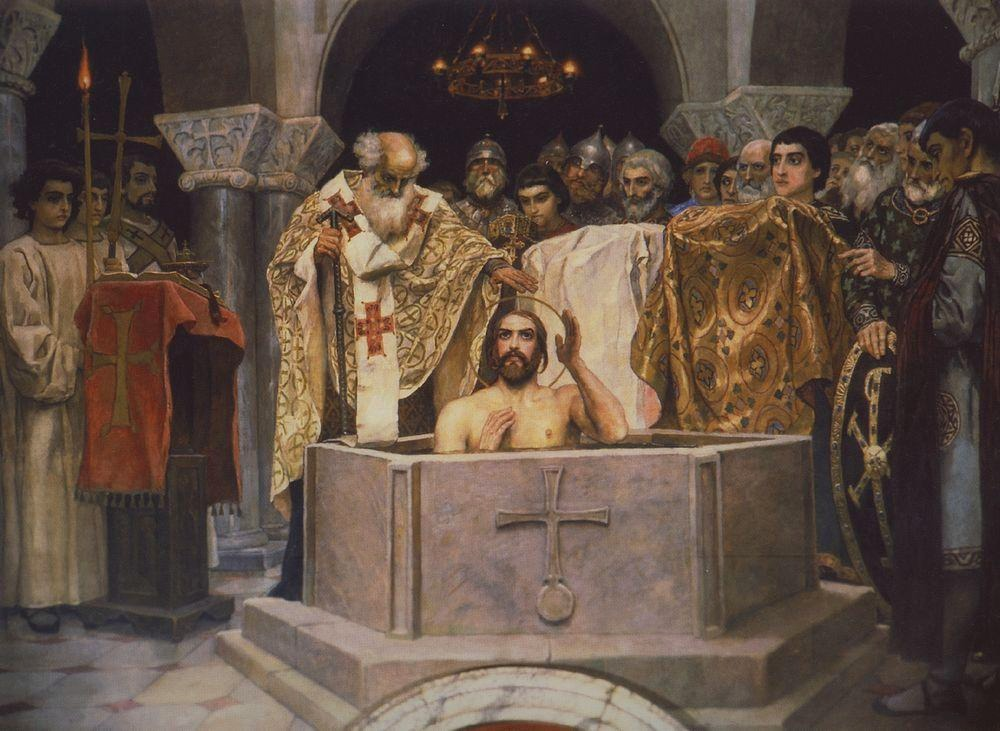
Viktor Vasnetsov, Baptême de Saint Vladimir, prince (1885-1896).
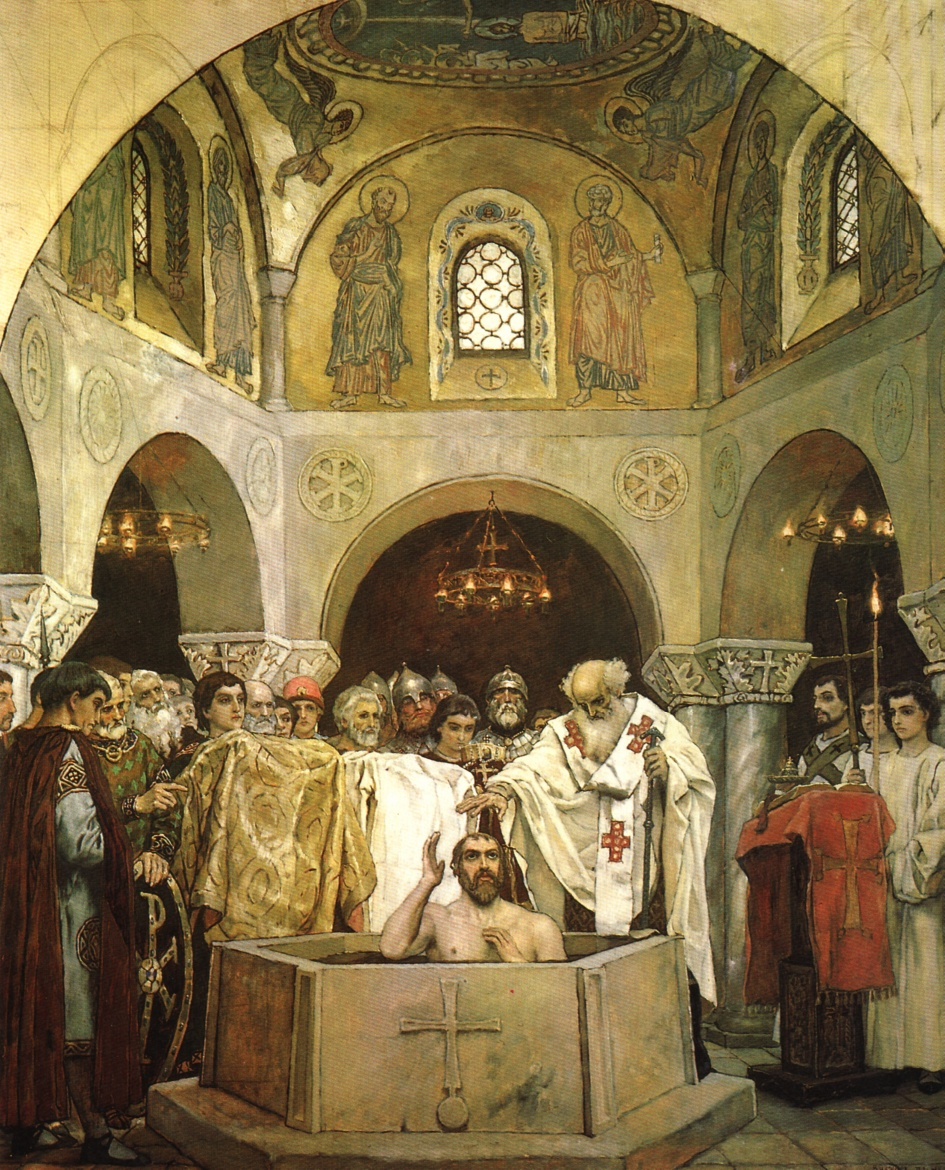
Viktor Vasnetsov, Baptême du saint prince Vladimir (1890).
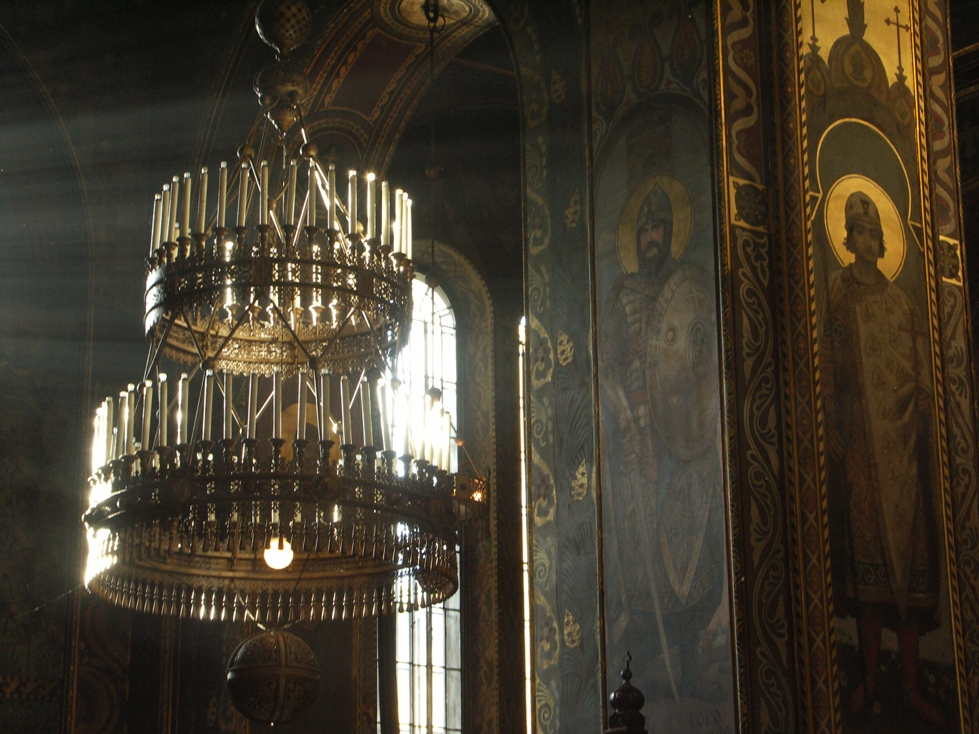
Chandelier.
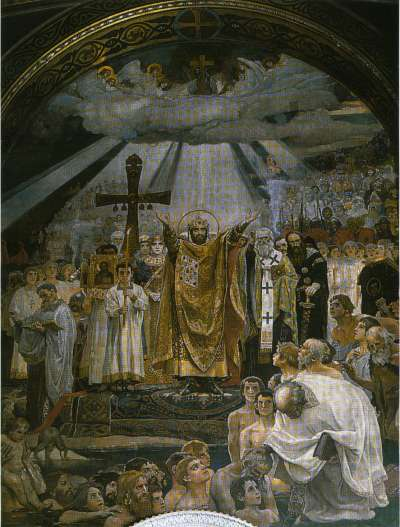
Viktor Vasnetsov, Christianisation de la Rus'.
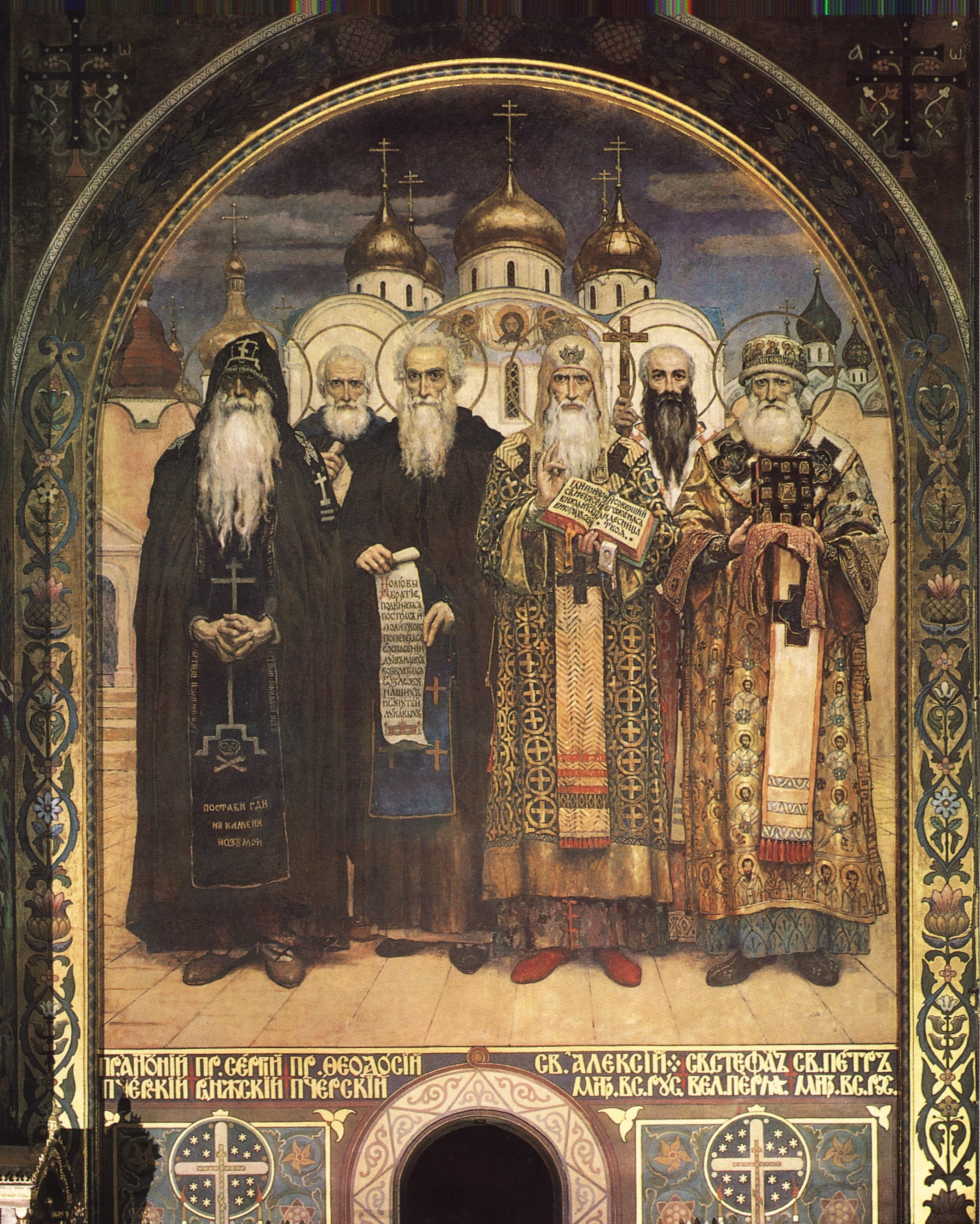
Viktor Vasnetsov, fresque : évêques russes.